# The Rising
The Rising je dvanácté studiové album amerického hudebníka Bruce Springsteena, vydané v červenci 2002 společností Columbia Records. Nahráno bylo počátkem téhož roku v Atlantě s producentem Brendanem O'Brienem, který později produkoval několik dalších Springsteenových alb. Album vyšlo sedm let po předchozím The Ghost of Tom Joad (1995), což byla nejdelší přestávka mezi Springsteenovými studiovými alby. Zároveň jde o jeho první album po osmnácti letech, které nahrál kompletně se skupinou E Street Band (předchozí bylo Born in the U.S.A. z roku 1984; na albu Tunnel of Love z roku 1987 se členové skupiny podíleli jen v malé míře).
Springsteen za album získal tři ceny Grammy, a to v kategorii Nejlepší rockové album, a Nejlepší rocková píseň a Nejlepší mužský rockový pěvecký výkon (za stejnojmennou píseň). V řadě zemí se umístilo na prvních příčkách hitparád, včetně domácí Billboard 200 (v USA šlo o nejlepší umístění od alba Tunnel of Love).

## Seznam skladeb
Autorem všech skladeb je Bruce Springsteen.
| Pořadí         | Název                           | Délka |
| -------------- | ------------------------------- | ----- |
| 1.             | Lonesome Day                    | 4:08  |
| 2.             | Into the Fire                   | 5:04  |
| 3.             | Waitin' on a Sunny Day          | 4:18  |
| 4.             | Nothing Man                     | 4:23  |
| 5.             | Countin' on a Miracle           | 4:44  |
| 6.             | Empty Sky                       | 3:34  |
| 7.             | Worlds Apart                    | 6:07  |
| 8.             | Let's Be Friends (Skin to Skin) | 4:21  |
| 9.             | Further On (Up the Road)        | 3:52  |
| 10.            | The Fuse                        | 5:37  |
| 11.            | Mary's Place                    | 6:03  |
| 12.            | You're Missing                  | 5:10  |
| 13.            | The Rising                      | 4:50  |
| 14.            | Paradise                        | 5:39  |
| 15.            | My City of Ruins                | 5:00  |
| Celková délka: | Celková délka:                  | 72:52 |

## Obsazení
- Bruce Springsteen – zpěv, kytary, harmonika
- E Street Band
  - Roy Bittan – klávesy, klavír, Mellotron, syntezátory, harmonium
  - Clarence Clemons – saxofon, doprovodné vokály
  - Danny Federici – varhany
  - Nils Lofgren – kytara, dobro, banjo, doprovodné vokály
  - Patti Scialfa – zpěv
  - Garry Tallent – baskytara
  - Steven Van Zandt – kytara, mandolína, doprovodné vokály
  - Max Weinberg – bicí
- Soozie Tyrell – housle, doprovodné vokály
- Brendan O'Brien – niněra, zvonkohra, orchestrální zvony
- Larry Lemaster – violoncello
- Jere Flint – violoncello
- Jane Scarpantoni – violoncello
- Nashville String Machine
  - Carl Gorodetzky, Pam Sixfin, Lee Larrison, Conni Ellisor, Alan Umstead, Dave Davidson, Mary Kathryn Vanosdale, David Angell – housle
  - Kris Wilkinson, Gary Vanosdale, Jim Grosjean, Monisa Angell – violy
  - Bob Mason, Carol Rabinowitz, Julie Tanner, Lynn Peithman – violoncella
  - Ricky Keller – aranžmá, dirigent
- Asif Ali Khan a skupina
  - Asif Ali Khan – zpěv
  - Karamat Ali Asad – harmonium
  - Haji Nazir Afridi – tabla
  - Manzoor Hussain Shibli, Sarfraz Hussain, Raza Hussain, Imtiaz Shibli, Shahnawaz Hussain Khan, Bakhat Fayyaz Hussain, Omerdaz Hussain Aftab, Waheed Hussain Mumtaz – zpěv
- Alliance Singers
  - Carinda Carford, Michelle Moore, Tiffeny Andrews, Antionette Moore, Antonio Lawrence, Jesse Moorer – sbor
- The Miami Horns
  - Mark Pender – trubka
  - Mike Spengler – trubka
  - Rich Rosenberg – pozoun
  - Jerry Vivino – tenorsaxofon
  - Ed Manion – barytonsaxofon